# 遊戲王：大師決鬥
《遊戲王：大師決鬥》是一款免費的數位收藏卡片游戏，由科樂美為Microsoft Windows、iOS、Android、PlayStation 4、PlayStation 5、Xbox One、Xbox Series X和任天堂Switch設備開發，基於同名遊戲的全平台遊戲。2022年1月19日，本遊戲正式於世界各地推出（不包括中國大陸等少數地區）。截至2022年7月13日，该游戏下载量已超过4000万。

## 遊戲玩法
遊戲採用遊戲王集換紙牌遊戲的大師規則，規則基本上與實體卡牌遊戲規則相同，並會隨著實體卡牌規則進行改動，但在禁止和限制卡表中則與OCG和TCG實體卡有所不同，另外科乐美于2022年4月25日公告会在5月9日启用大师决斗的第一个公式决斗专属限制卡表。遊戲包括PVE和PVP模式。
| 汇总媒体   | 得分                              |
| ---------- | --------------------------------- |
| Metacritic | PC: 80/100 PS5: 80/100 NS: 78/100 |

| 媒体          | 得分   |
| ------------- | ------ |
| Jeuxvideo.com | 16/20  |
| MeriStation   | 8/10   |
| Nintendo Life | [ 10 ] |
| PC Gamer美国  | 80/100 |

### 卡片收集
獲得新卡的管道主要有4種：在決鬥獲勝、闯关PVE模式、抽取卡包、自由合成。
稀有度分為：N（普通）R（稀有）SR（很稀有）UR（頂級稀有）。
與現實中的卡牌遊戲類似，遊戲內的卡牌也會區分稀有度和加工品質，但分類上比現實少。加工品質分為：基本（無加工）、亮面、鑽面。
卡包作為遊戲內獲取卡牌的主要管道，可使用寶石和掉落的奖券在商店進行購入。
游戏中除了禁止卡以及透過寶石購買的套牌內的部分卡片、異圖卡片外，絕大多數卡片都可以通过合成获取。合成一张卡片需要30个对应稀有度的碎片，在合成卡片时有小概率可以获得亮面和钻面卡片。分解基本、亮面、钻面分别可获取10、15、30对应稀有度的碎片，并非所有的卡片都能分解。對應稀有度的碎片也能在遊戲內的DUEL PASS通過對戰時得到的累積經驗提升其中階級後作為獎勵獲得。
卡牌商店裡的商品以卡盒為單位，有套牌、主要卡盒、传奇卡盒、秘密卡盒、精选卡盒、新手包六類。
套牌是購買後可以直接用於決鬥的卡盒，目前有13个套牌，每个套牌仅可用寶石購買3次。目前有8个新手包，可且仅可用宝石购买1次。传奇卡盒只能用奖券抽取，且通过传奇卡盒获得的卡片无法分解。秘密卡盒一般不会出现，当玩家通过抽取其他卡包或是合成从而获取到某秘密卡盒中的某张SR或UR卡片时，方可于24小时内解锁购买该秘密卡盒。

## 爭議

### 超量杯
遊戲中於2022年2月17日起舉辦的活動「超量杯」，由於無論勝敗都能獲得活動代幣，且失败获取的代币数量（50）為胜利的（100）一半。有些玩家為了節省時間，因此使所謂的「自爆牌組」（迅速讓自己落敗的牌組）大為流行，為此部分玩家針對自爆牌組的反自爆牌組也開始盛行，對活動體驗造成極大影響，甚至被玩家戯稱爲「自爆杯」。為此科樂美採取了將獲勝代幣數量提高為原來的五倍（500）的措施。

### 作弊与反作弊
游戏中有不少玩家采取脚本「D.D.炸彈」卡组作弊来赚取宝石，给正常玩家带来极大困扰，甚至造成很长一段时间有非常多的正常玩家为了针对DD炸弹脚本作弊牌组而不得不将自己的额外卡组的卡片数量控制在13张之内。为此科乐美在4月4日的更新中，限制了每日通过对战掉落赚取宝石的上限，并且在5月9日施行的限制卡表中将「D.D.炸彈」设置为准限制卡。
为了制止玩家通过“断联”机制的作弊手段获利，科乐美在4月28日的公告中声明已对该机制进行改进，确保游戏的公平。